# Jack Rebaldi
Jack Rebaldi  ist ein Schweizer Sänger, Schauspieler und Tänzer.
Aufgewachsen ist er in der französischsprachigen Schweiz. Er hat bereits in der Schweiz, Italien, Frankreich, Deutschland, Niederlanden, Schweden, Spanien und England gearbeitet und er kann u. a. Steppen.

## Werdegang
Jack Rebaldi stammt aus Lausanne in der Schweiz und erhielt seine umfangreiche Tanz-, Gesangs- und Schauspielausbildung in London, Kopenhagen und New York.
Er wurde vor allem durch die Rolle des Munkustrap in Cats am New London Theatre und später am Teatro Coliseum in Madrid sowie im Berliner Theater am Potsdamer Platz bekannt.
In London war er unter anderem als Pierre in Bless the Bride zu sehen, in Bonn spielte er den Jean Cocteau in An Englishman, an Irishman and a Frenchman, in Frankfurt den Bobby in The Boyfriend und in Paris den Gilbert in Quand la Guerre Sera Finie im Theater Salle Chaillot. Des Weiteren tanzte er am Theatre Municipal in Lausanne den Don Juan in Bizets Carmen. Im Theaterstück Dracula, nach der Vorlage von Bram Stoker, spielte er in Edinburgh die Titelrolle.
Jack Rebaldi wirkte in zahlreichen spanischen und englischen TV-Produktionen mit, darunter in Dance – Der Traum vom Ruhm und in der BBC-Sendung Chef!. Außerdem moderierte er bei Channel 4 seine eigene Quizsendung Top! En francais und war in den Kinofilmen Die Liebe der Charlotte Gray neben Cate Blanchett und in Reinas neben Carmen Maura zu sehen.
Von April bis September 2007 vertrat er Thomas Borchert als Graf von Krolock in Tanz der Vampire am Theater des Westens in Berlin.